# Villa Fredriksberg
Villa Fredriksberg, även kallad Villa Värtan, är en villa i Bergshamra i Solna kommun. Den byggdes 1935 och ritades av Peder Clason. Enfamiljshuset, med sin släta, ljusa, kubiska volym, är ett exempel på funktionalistisk arkitektur.